# Дворец дзюдо
Дворец дзюдо — российский мультиспортивный крытый дворец спорта, расположенный в Академическом районе города Екатеринбурга.

## Общая информация
Строительство объекта началось при поддержке губернатора Свердловской области Евгения Куйвашева и помощника президента РФ Игоря Летвина. Дворец дзюдо является один из самых больших крытых дворцов для единоборств в Уральского федерального округа. Площадь дворца составляет 16,8 тысячи квадратных метров. В данном дворце могут быть задействованы до 4 татами для турниров по правилам дзюдо, а так же проводится соревнования международного уровня по самбо, спортивной и художественной гимнастике. Во дворце так же имеется тренажерный зал, сауна, массажные и медицинские кабинеты. Дворец имеет строение напоминающий японский стиль.

## Крупные спортивные мероприятия
- 2023 — Международный фестиваль университетского спорта[7][11]